# Maija Saarinen
Maija Saarinen (ur. 1 lutego 1979) – fińska biegaczka narciarska, zawodniczka klubu Lempäälän Kisa.

## Kariera
Maija Saarinen największe sukcesy osiągała w zawodach FIS Marathon Cup. Raz stanęła na podium - 26 lutego 2011 roku była trzecia w fińskim Finlandia-hiihto. W zawodach tych wyprzedziły ją jedynie dwie Szwedki: Sandra Hansson i Nina Lintzén. W klasyfikacji generalnej najlepszy wynik uzyskała w sezonie 2000/2001, który ukończyła na trzynastej pozycji. Bieg Finlandia-hiihto wygrała także w 2004 roku, jednak wówczas zawody te nie były częścią cyklu FIS Marathon Cup. W Pucharze Świata zadebiutowała 7 marca 1999 roku, zajmując 59. miejsce w biegu na 10 km techniką klasyczną. Mimo kilku sezonów startów nigdy nie zdobyła pucharowych punktów i nie była uwzględniana w klasyfikacji generalnej. Nigdy też nie brała udziału w igrzyskach olimpijskich ani mistrzostwach świata.

## Osiągnięcia

### Mistrzostwa świata juniorów
| Miejsce | Dzień    | Rok  | Miejscowość | Konkurencja            | Wynik   | Strata | Zwyciężczyni   |
| ------- | -------- | ---- | ----------- | ---------------------- | ------- | ------ | -------------- |
| 17.     | 3 lutego | 1999 | Saalfelden  | 5 km stylem klasycznym | 14:23,5 | +49,1  | Lina Andersson |
| 1.      | 5 lutego | 1999 | Saalfelden  | Sztafeta 4x5 km        | 55:04,2 | -      | -              |

### Puchar Świata

#### Miejsca w klasyfikacji generalnej
- sezon 1998/1999: -
- sezon 1999/2000: -
- sezon 2004/2005: -

#### Miejsca na podium
Saarinen nigdy nie zdobyła punktów PŚ.

### FIS Marathon Cup

#### Miejsca w klasyfikacji generalnej
- sezon 2000/2001: 13.
- sezon 2010/2011: 15.
- sezon 2011/2012: 29.

#### Miejsca na podium
| Nr | Dzień     | Rok  | Zawody           | Dystans                 | Czas biegu | Strata | Pozycja | Zwyciężczyni   |
| -- | --------- | ---- | ---------------- | ----------------------- | ---------- | ------ | ------- | -------------- |
| 1. | 26 lutego | 2011 | Finlandia-hiihto | 50 km stylem klasycznym | 2:40:36,1  | +16,2  | 3.      | Sandra Hansson |